# Long Lake (Alberta)
Pour les articles homonymes, voir Long Lake.
Long Lake est un hameau (hamlet) du Comté de Thorhild, situé dans la province canadienne d'Alberta.

## Démographie
En tant que localité désignée dans le recensement de 2011, Long Lake a une population de 74 habitants dans 37 de ses 196 logements, soit une variation de -26.7% par rapport à la population de 2006. Avec une superficie de 2,474 3 km2, le hameau possède une densité de population de 29,907 4 hab/km2 en 2011.
Concernant le recensement de 2006, Long Lake abritait 101 habitants dans 46 de ses 176 logements. Avec une superficie de 2,474 3 km2, le hameau possédait une densité de population de 40,8 hab/km2 en 2006.